# رئیس‌جمهور مکزیک
رئیس‌جمهور مکزیک، رئیس کشور و رئیس حکومت کشور مکزیک است.